# Либих, Сергей Сергеевич
Сергей Сергеевич Либих (15 февраля 1932 — 16 июля 2007) — советский и российский врач-психиатр, психотерапевт, сексолог, профессор, доктор медицинских наук, основатель кафедры сексологии Северо-Западного государственного медицинского университета.

## Биография
Родился 15 февраля 1932 года в Ленинграде.
В 1955 году окончил 1-й Ленинградский медицинский институт, до 1959 года работал психиатром, с 1959 года занимался научной деятельностью в НИИ им. В. М. Бехтерева.
В 1963 году защитил кандидатскую диссертацию «Актуальные вопросы профилактики рецидивов алкоголизма», в 1965 году — докторскую диссертацию «Теория и практика коллективной терапии».
В лечебной работе использовал и развивал методы гипносуггестивной терапии, психоанализа, групповой психотерапии и др.
В 1972 году перешел на работу в Ленинградский ГИДУВ на должность профессора кафедры психиатрии, с 1975 года стал профессором курса психотерапии при кафедре терапии № 2 (зав. кафедрой проф. Ю. М. Губачев), с 1982 года — профессор вновь организованной кафедры психотерапии (зав. кафедрой проф. Б. Д. Карвасарский), с января 1989 года — заведующий организованной им кафедрой сексологии, которой руководил до 2000 года.
Скончался 16 июля 2007 года в Санкт-Петербурге.

## Научные работы
Автор многочисленных научных и методических работ и монографий, в том числе:
- «Руководство по сексологии», СПб: Питер, 2001, 468 С.
- «Клиническая сексология. Сборник научных трудов», СПб: Ольга, 1999, 120 С.
- «Краткая сексология. Руководство для врачей», СПб: Ольга, 1998, 148 С.
- «Сексуальные дисгармонии» (соавт. Фридкин В. И.), Ташкент: Медицина, 1990, 142 С.
- «Сексуальная гармония. Курс популярных лекций по сексологии», Таллинн: Антек, 1990, 64 С.
- «Функциональная женская сексопатология» (соавт. Здравомыслов В. И., Анисимова З. Е.), Алма-Ата: изд-во «Казахстан», 1985, 272 С.
- «Социально-психологические и социально-биологические проблемы здоровья в современной сексологии: лекция для врачей-курсантов», Л.: ЛенГИДУВ, 1983, 18 С.
- «К проблеме гармонизации сексуальных отношений в супружеской жизни: лекция для врачей-курсантов», Л.: ЛенГИДУВ, 1982, 18 С.
- «Коллективная психотерапия неврозов», Л.: Медицина, 1974, 208 С.
- «Основы общей и медицинской психологии» (соавт. Мясищев В. Н., Карвасарский Б. Д., Тонконогий И. М.), Л.: Медицина, 1968, 215 С.
- «Психотерапия алкоголизма». Серия: «Библиотека практического врача» (соавт. Зеневич Г. В.), Л.: Медицина, 1965, 148 С.

## Семья
Жена — Римма Филипповна Либих, врач акушер-гинеколог,
Дочери — Татьяна Сергеевна Давыдова и Наталья Сергеевна Линк, врач-психотерапевт.